# Pelegrina tillandsiae
Pelegrina tillandsiae là một loài nhện trong họ Salticidae.
Loài này thuộc chi Pelegrina. Pelegrina tillandsiae được Kaston miêu tả năm 1973.